# Maciej Gomoliński
Maciej Gomoliński herbu Jelita (zm. ok. 1791) – stolnik piotrkowski w latach 1783–1785, podczaszy piotrkowski w latach 1779–1783, cześnik radomszczański w latach 1768–1779, łowczy radomszczański w latach 1765–1768, konsyliarz województwa sieradzkiego w konfederacji radomskiej w 1767 roku.